# Badlands (Canada)
Badlands din Canada (Canadian Badlands) este o regiune aridă în partea de sud-est a provinciei Alberta. Ea se întinde de-a lungul cursului râului Red Deer River la est de Calgary fiind una dintre locurile cele mai renumite unde s-au găsit fosile de dinozauri. La nord de Brooks se află rezervația naturală Parcul Dinozaurilor (Canada) declarat patrimoniu mondial UNESCO. In localitatea Drumheller se află Royal Tyrrell Museum of Palaeontology, unul dintre cele mai mari muzee cu exponate de dinozauri din lume.